# Таннинг, Доротея
Дороте́я Та́ннинг (англ. Dorothea Tanning; 25 августа 1910, Гейлсберг — 31 января 2012, Манхэттен, Нью-Йорк) — американская художница, представительница сюрреализма.

## Биография
Потомок эмигрантов из Швеции. В 1930 покинула семью и приехала в Чикаго учиться живописи.
В 1935 году перебралась в Нью-Йорк, где работала в рекламе.
В 1936 на выставке сюрреалистов и дадаистов открыла для себя современное искусство.
В 1942 вошла в группу сюрреалистов, сформировавшуюся в Нью-Йорке вокруг Андре Бретона.
В 1943 сблизилась с Максом Эрнстом, в октябре 1946 вышла за него замуж. Супруги поселились в Седоне, штат Аризона, в 1948 переехали во Францию, в 1953 поселились в Париже.
В 1944 году состоялась первая персональная выставка художницы.
С 1955 жили в собственном доме в Турени, в 1963 переселились в южный городок Сеян (департамент Вар).
В 1976 Макс Эрнст умер, в 1978 Доротея Таннинг переселилась в Нью-Йорк, где и жила до кончины.
Художница продолжала работать, в итоге создав целую коллекцию новых картин, выставка которых состоялась в 1999 году в картинной галерее Бостонского университета. Таннинг также продолжала работать как театральный художник, создавая костюмы и декорации для постановок в театрах Нью-Йорка, Лондона и Парижа.
Работы Таннинг находятся в крупнейших музеях мира, таких как Галерея Тейт в Лондоне, Центр Помпиду в Париже и Музей современного искусства в Нью-Йорке.
Музей изобразительных искусств Филадельфии организовал ретроспективную выставку работ художницы, приуроченную к её 90-летиию, в 2000 году.

## Творчество
Выступала как живописец, скульптор, график, сценограф, книжный оформитель (работала над книгами Андре Пьейра де Мандьярга, Герасима Люка и др.). Принимала участие во второй выставке documenta (1959) в Касселе. В 1974 ретроспектива её работ была представлена в Центре Помпиду в Париже. К столетию художницы музей Макса Эрнста в Сеяне организовал в октябре 2010 экспозицию Happy Birthday Dorothea Tanning.

## Литературные труды
В 1986 опубликовала книгу мемуаров День рождения, в 2001-м — вторую, Между жизнями. Также напечатала роман и две книги стихов.